# アルパマーヨ山
アルパマーヨ山、アルパマヨ山（スペイン語綴り:Alpamayo、ケチュア語:Allpamayu 「大地の川」）、または Shuyturahu（ケチュア語:「細くて長い雪で覆われた山」）は、ペルーアンデス山脈のブランカ山群で最も顕著な山の1つである。名称は、北西に源を発するアルパマーユ川（Allpamayu）に由来する。
ブランカ山群最北の山塊である Pukarahu山塊のいくつかの頂上のうちのひとつであり、山頂部は、およそ60度の急な氷のほぼ完全なピラミッド形状で、南北に2つの峰を持ち、幅の狭い雪庇の付いた尾根によって隔てられている。近隣の多くの山々よりも規模は小さいものの、独特な形状と圧倒的な美しさによって特徴づいている。
1966年7月、ドイツの登山雑誌「Alpinismus」が、登山家や写真家などによる国際的な調査報告の記事と共に、アメリカの写真家リーオーテンバーガーによって撮影された写真を掲載し、「世界で最も美しい山（The Most Beautiful Mountain in the World）」として紹介した。

## 登山の歴史とルート
最も人気のあるルートは、ブランカ山群の北側にあるカラス村から登る。ジョージとクロード·コーガンが参加したフランス・ベルギー合同隊は、1951年に初登頂を果たしたと主張していたが、ジョージとコーガンの本「アルパマーヨの登頂（The Ascent of Alpamayo）」の写真を調査した、G.ハウザー、F.クナウス、B.フーンとH.ウィードマンのドイツ隊は、1951年の合同隊が実際の登頂に至っていないとの結論に達した。そしてその後、ドイツ隊は1957年に北尾根を経由し初登頂を果たした。
「フェラーリルート」として知られている最も一般的な登頂ルートは、山の南西壁に位置している。カシミロ・フェラーリが率いるイタリアの登山家グループによって、1975年に開拓された。このルートは、高機能なアイゼンとアイスクライミング技術を必要とするとても困難なものであるが、ワンドイノルテ、アルテソンラフやワスカランノルテのような峰々と巨大な雪の壁や氷の尖塔「ペニテンテス」など、ヒマラヤの風景にも類似する比類のない眺めを堪能できる。登頂ルートは、他に2番目に人気のある「バスクフランスルート」など、少なくとも6つのルートがある。